# Bratislavci
Bratislavci so razloženo naselje v osrčju Slovenskih goric, ki upravno spada pod Občino Dornava. Leži v dolini Bodkovskega potoka, kjer je na jugu za jezom Savski ribnik v Savcih, ter na slemenu zahodno nad njo, severovzhodno od Polenšaka. K naselju spadajo zaselki Dolgi Breg na jugu, Zasadi na severovzhodu in vmes Kogel. Kraj se v pisnih virih prvič omenja že leta 1248. 
Skozi naselje in v dolino je speljana lokalna cesta, ki iz smeri Ptuja in Dornave preko Polenšaka vodi do Svetega Tomaža in naprej do Ljutomera.
Sklici